# Mhammed Mestiri
Pour les articles homonymes, voir Mestiri.
 (février 2025).
Motif : Absence de sources secondaires centrées
- Archive Wikiwix
- Bing
- Cairn
- DuckDuckGo
- E. Universalis
- Gallica
- Google
- G. Books
- G. News
- G. Scholar
- Persée
- Qwant
- (zh) Baidu
- (ru) Yandex
- (wd) trouver des œuvres sur Wikidata

| 1. | Préciser le motif de la pose du bandeau. | Précisez le motif de la pose du bandeau en utilisant la syntaxe suivante : {{admissibilité à vérifier\|date=mars 2025\|motif=remplacez ce texte par le motif}}                       |
| 2. | Informer les utilisateurs concernés.     | Pensez à avertir le créateur de l'article, par exemple, en insérant le code ci-dessous sur sa page de discussion : {{subst:avertissement admissibilité à vérifier\|Mhammed Mestiri}} |

Mhammed Mestiri est une personnalité tunisienne du football.
Il remplit durant l'entre-deux-guerres de multiples fonctions au sein du bureau directeur du Club africain et le préside entre 1950 et 1953. Très engagé en faveur du club, il possède une ferme dont toutes les recettes sont destinées à renforcer les maigres ressources du club ; il est également à l'origine de nombreux recrutements.